# Bengt Emanuelson

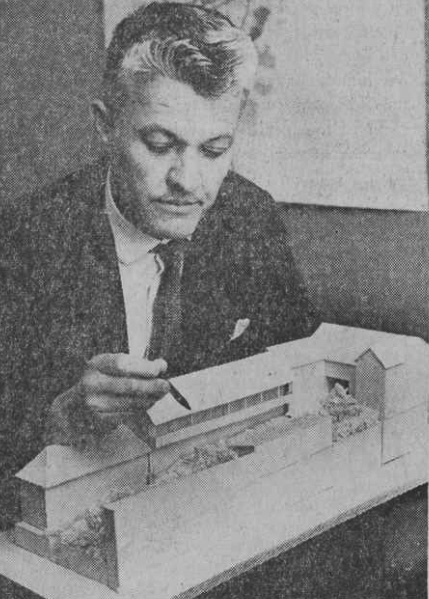
Bengt Emanuelson.

Bengt Reinhold Emanuelson, född 10 april 1920 i Karlskoga, död 3 april 1997 i Västerås, var en svensk arkitekt.
Emanuelson, som var son till byggmästare Fritz Emanuelson och Ella Johansson, avlade studentexamen i Hudiksvall 1940 och utexaminerades från Chalmers tekniska högskola 1946. Han var anställd på olika arkitektkontor 1946–1949, blev biträdande länsarkitekt i Luleå 1949, stadsarkitekt i Arboga stad 1957 och var länsarkitekt i Västerås 1965–1977.